# 梁麗雲
梁麗雲（Leung Lai Wan），第二次世界大戰前的粵劇正印花旦。廣東省東莞縣漳彭鄉音樂家吳星仿在20世紀20年代於廣州市大塘街設立「移風劇社」教授女子粵劇，該社吳熾森師傅教導梁麗雲與胡蝶影。
梁麗雲參加周少保領導的「周少保男女劇團」在1935年7月25日（星期四）於九龍旺角東樂戲院日場演出《山東響馬》；夜場演出《武松殺嫂》，其他演員包括：蛇王坤、黃寶琴、曾鵬飛、蘇定華、方通靈、葉瑞蘭、少新華。
梁麗雲在南洋登臺演出後，參加「新蝶魂男女劇團」在1936年4月30日（星期四）晚上與關德興、胡蝶影、伊秋水、羅鑑波、鄧桂枝、銀劍影、王少伯在香港島上環高陞戲院演出粵劇。1936年4月30日（星期四）晚上演梁麗雲的首本戲《楊貴妃》，梁麗雲與胡蝶影分別飾演楊貴妃在御苑與唐明皇（關德興飾演）耍樂及醉酒與沐浴；1936年4月30日（星期四）日場演《桃花運》；夜場演《白骨美人》。

## 梁麗雲的粵劇
1. 《楊貴妃》，飾演楊貴妃。
2. 《桃花運》
3. 《白骨美人》
4. 《山東響馬》
5. 《武松殺嫂》，飾演潘金蓮。